# Asuma Sarutobi
Asuma Sarutobi (猿飛アスマ Sarutobi Asuma ) er en fiktiv person fra anime-serien Naruto, hvor han er lederen af Team 10, bestående af Shikamaru Nara, Choji Akimichi og Ino Yamanaka.

## Baggrund
Asuma var søn af den tredje hokage og blev senere onkel til Konohamaru. På et tidspunkt har han haft et skænderi med hans far og forlod Konoha for at gå i hans interesseret vej. I dette fravær blev han én af ’’De Tolv Beskytter Ninja’er’’, en gruppe der beskyttede ’’Landet af Ilds’’ daimyo (en hersker), hvilket også kan ses på det hvide bælte han bærer om livet.
Her udviklede han et stærk venskab med munken ’’Chiriki’, som ville blive leder af ’’Munkene af Ildtemplet’’.
Da han vender tilbage til Konoha for at genoptage hans militærtjeneste er han 35 millioner ryō, hvilket han syntes at være stolt af.

## Personlighed
Asuma var en typisk ‘’chill’er’’, hvilket vil sige, at han ikke farede op over småting medmindre han skulle, som da han ikke hjælper Hinata Hyuga under Chunin eksamen. Han blev ofte set ryge en cigaret og røg ca. 2 pakker om dagen. På trods af dette kunne han sagtens stoppe, da Den Tredje Hokage dør. Han stopper også når ”der sker noget”, som da de går i kamp mod to medlemmer fra Akatsuki.
Asuma havde et meget tæt venskab med hans hold, selvom han mente det bestod af en grovæder (Choji), en opkæftet (Ino) og en drivert (Shikamaru). For at hjælpe dem med at overkomme deres ringe naturligheder, bruger han bestikkelse og gennemført snyderi for, at gøre som de skal. Dette ses tydeligst med Choji, da Asuma lover han mad, hvis Choji opper sig.
Der har været mange hentydninger til, at Asuma havde en romantisk affære med sin kollega, Kurenai Yuhi. De ses ofte begge i samme scene, hvilket andre karakterer har gjort opmærksom på ved flere lejligheder, som da Kakashi Hatake ser dem sidde på en café og Kakashi spørger om de er på data, hvilket hurtigt får Asuma til at snakke om et andet emne. I et flashback ses Asuma købe blomster af Ino’s blomsterforretning til en person, som han ikke vil sige hvem er. Ino beder ham alligevel om, at hilse Kurenai fra hende. Da Asuma kæmper mod Akatsuki, ses Kurenai ofte bekymrende. Da hun finder ud af, at Asuma er død, falder hun angrende på knæ og ligger senere blomster på hans grav til hans begravelse. Senere i ’’Naruto Shippuden’’ finder man ud af, at hun er gravid med Asumas barn.
Af sine elever bruger Asuma mest tid sammen med Shikamaru. De spiller ofte Shogi eller Go i deres fritid, selvom Asuma aldrig slår Shikamaru. Det var på denne måde, at Asuma fandt ud af, at Shikamaru var et geni, med en IQ på over 200.

## Del 1

### Chunin Eksamen
Da Choji, der frygter hans modstandere, forsøger at give op i under de indledende kampe til Chunin eksamen, overtaler Asuma Choji til ikke at gøre det, mod Asuma betaler for en ”alt du kan spise” barbecue menu. Asuma påstod også, at han ville træde ind og afbryde kampen, ligesom de andre Joniner gjorde, da Hinata Hyuga kæmpede mod sin fætter, Neji Hyuga. Men både Ino og Shikamaru noterer sig, at han ikke gjorde noget som helst.
Senere, under invasionen af Konoha, hvor Shikamaru skal forsvare sig mod en gruppe ninjaer, kommer Asuma ham til undsætning, og besejrer dem, uden at få den mindste skramme.

### Itachi’s gensyn
I hans kamp mod Itachi Uchiha og Kisame Hoshigaki præsterer Asuma, at snitte Kisame’s kind med sine rendeknive. Herefter går det blot nedad bakke for Asuma og han bliver næsten ramt af Kisame’s Vandhajs missil jutsu. Kakashi Hatake når lige at ankomme i tide til, at kopier jutsu’en og blokere angrebet og rede Asuma. Asuma, Kerenai og Kakashi kæmper nu mod de to Akatsuki medlemmer, men da Kakashi rammes af Itachi’s Tsukuyomi. Heldigvis ankommer Maito Gai tids nok til at rede dem, da han det meste af sit liv har duelleret mod Kakashi’s Sharingan øje, og derfor ved, hvordan man skal kæmpe. Men i stedet for at kæmpe, vælger de to Akatsuki medlemmer at gå efter deres egentlige mål: Naruto Uzumaki.
Da Sasuke Uchiha senere vælger at forlade byen, sætter Choji, Shikamaru, Neji og Naruto efter ham, dog tvivler Asuma på Choji, da han spiser for meget og træner for lidt. Da Choji kommer sig over hans kamp ønsker han en mere intens træning hos Asuma, hvilket imponerer meget.
I anime’en sendes Asuma og Kurenai ud til et super sikkert fængsel, for at hente fangen, Mizuki, da han muligvis ved noget om Orochimaru. Men da de kommer derud bliver de mødt af løssluppende fanger, og de to bliver hurtigt overmandet. De bringes dog senere tilbage til Konoha’s hospital for behandling.

## Del 2
Asuma ses første gang i del 2, hvor han står ved den tredje Hokage’s grav, hvor han bemærker, at han endelig forstår nogle af alle de ting, hans far havde lært ham. Han siger også han var meget fraværende fra Konoha, men, at haner stolt over at være en ’’Sarutobi’’.
Senere, da Naruto begynder at træne sin vind-chakra, kommer Naruto til Asuma (der også bruger vind) for rådgivning. Asuma vil gerne give ham nogle råd, hvis han betaler for Asuma’s holdes næste frokost (hvor Naruto glemmer Choji er i).

### Ild tempelet
Efter Asuma hører om angreb på de store byer der krydser op mod Ildlandet bliver han sat til at undersøge dette med sine elever. Til sin forskrækkelse er alle byerne totalt ødelagte. På hjemturen møder de Sora, søn af gamle holdkammerat fra De Tolv Beskytter Ninja’er (Kazuma), som midlertid bliver en del af Team Yamato mens Sai genvinder sin styrke.
Desværre synes Sora slet ikke om Asuma, selvom deres fædre var holdkammerater, men da Asuma lover at lære ham Naruto, hvordan man bruger vind element chakra bløder han lidt op. Asuma opdager hurtigt, at Sora har en unaturlig stærk chakra, magen til Naruto’s. Som en gave får Asuma Sora’s ødelagte tre-bladet dødsklo genskabt med det specielle materiale, som hans egne knive er lavet i.
Sora finder desværre senere ud af, at det var Asuma der dræbte hans far. I hans raseri angriber Sora Asuma, med alt Asuma har lært ham. Asuma uskadeliggøre Sora, men da han ikke vil lytte til ham, flygter Sora fra byen.
Senere, under et angreb på Konoha, opdager Asuma, at en ond plan går ud på, at samle de 4 Ninjabeskyttere så de kunne udføre Limelight no jutso (et enormt lyn, der kræver en ekstrem mængde chakra, som kan udrydde alt den kommer i nærheden af) på Konoha. Efter at blive overvundet af hans tidligere ven, Kitane, præsterer han stadig at ”dræbe” ham og stoppe Limelight. Han finder efterfølgende ud af, at hjernen bag planen var ingen ringere end Kazuma selv. Efter en intens kamp besejrer Asuma ham og Kazuma dør talende om Ildlandets fremtid. Asuma beroliger ham dog med, at det vil gå helt fint, for den rigtige ”konge” forblev i sikkerhed”.